# Maria Karow

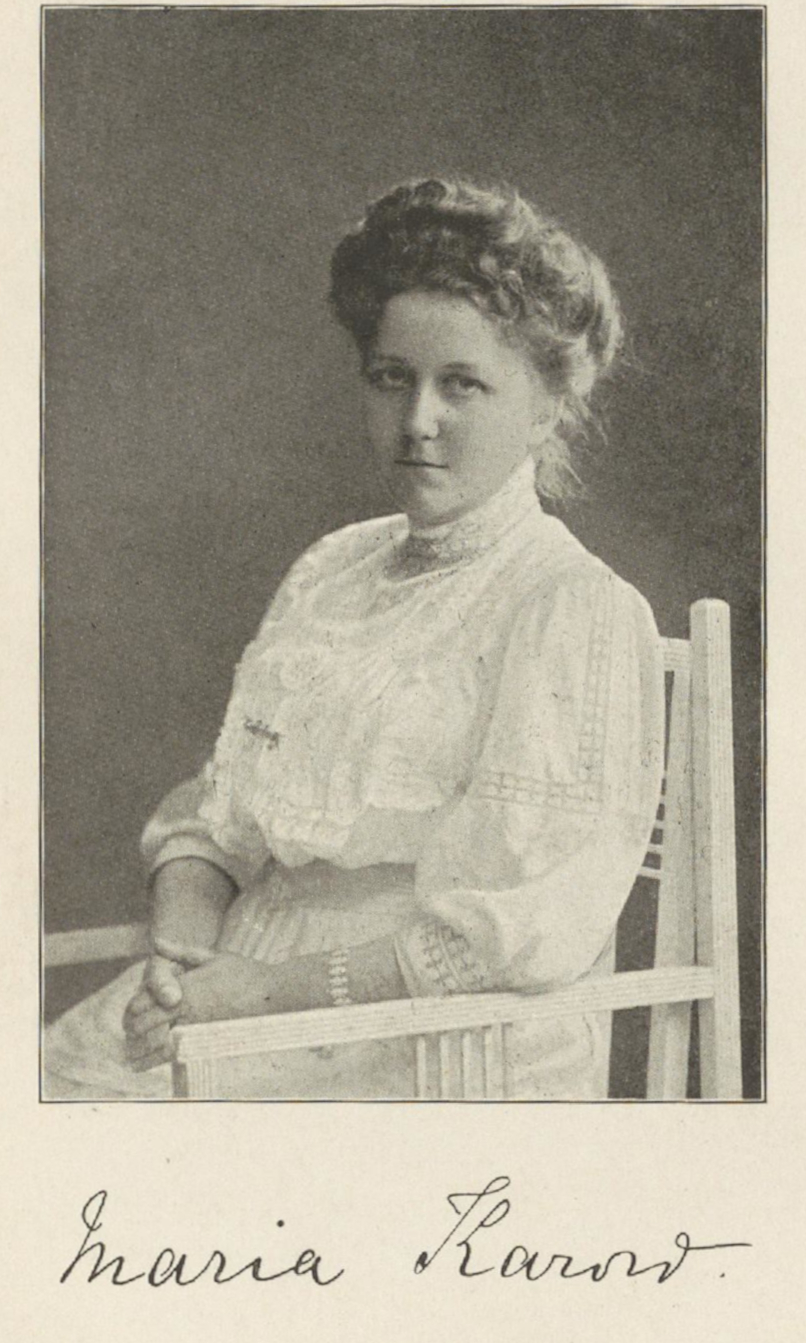
Maria Karow (vor 1910)

Maria Karow (* 29. Mai 1879 in Siedkow, Pommern; † 1949 in Berlin) war eine deutsche Autorin der Kolonialliteratur und Kolonialagitatorin der Kolonialbewegung.

## Leben
Maria Karow war eine Tochter des Pastors Hermann Karow und seiner Frau Maria geb. Schmieden. Ihre Erziehung erhielt sie in einem Mädchenpensionat in Stolp (Pommern). Nach dem Hererokrieg – geführt bis August 1904, während des Völkermords an den Herero und Nama – kam sie am 22. Januar 1905 nach Deutsch-Südwestafrika, um ihrer Schwester während der Zeit des Wiederaufbaus ihrer Farm im Haushalt zu helfen. Nach einem Aufenthalt von vier Jahren kehrte sie 1909 nach Deutschland zurück und verfasste einen Erlebnisbericht über ihr Leben als deutsche Hausfrau in der Kolonie unter dem Titel Wo sonst der Fuß des Kriegers trat. Farmerleben in Südwest nach dem Kriege.
Um der Verbreitung des kolonialen Gedankens in Deutschland zu dienen, trat sie in den Kolonialen Frauenbund ein und war als Mitarbeiterin der Zeitschrift Kolonie und Heimat tätig. Ihr Buch wurde  in 2ter Auflage überarbeitet und 1912 in Zeitschriften als „Weihnachtsgabe“ beworben – beispielsweise in „Bismarcks Hauspostille“, der Norddeutsche Allgemeine Zeitung zzgl. Hinweis auf Diamantenfunde und damit in Aussicht gestellter Wohlstand im beworbenen Kolonialgebiet. Innerhalb von drei Jahren hielt die „bestens bekannte Rednerin, das Frl. Maria Karow“  etwa einhundertfünfzig Lichtbildervorträge. Organisiert wurden ihre kostenlosen Vortragsveranstaltungen, die in Zeitschriften vorab beworben wurden auf Veranlassung der Deutschen Kolonialgesellschaft, Köln.
1912 übernahm sie die Leitung des als Internat geführten Godesberger Evangelischen Pädagogiums in Herchen (Sieg). 1916 bis 1925 war sie als Bankbeamtin in Berlin, danach führte sie die Haushaltsschule Charlottenstift in Braubach am Rhein. Im Alter von 48 Jahren heiratete sie 1927 den pensionierten Lyzeal-Oberlehrer Walter Trapp und wohnte in Rehbrücke bei Potsdam.

## Werke
- Wo sonst der Fuß des Kriegers trat. Farmerleben in Südwest nach dem Kriege. Mit zahlreichen Abbildungen und einer Karte. Verlag Mittler, Berlin 1909. (PDF)